# ليو فييرا
ليوناردو الكانتارا فييرا (بالبرتغالية: Leonardo Alcantara Vieira؛ مواليد 23 مارس 1976) هو مُصارع برازيلي ومدرب جيو جيتسو برازيلية.